# Kuzuluk, Akyazı
Kuzuluk là một xã thuộc quận Akyazı, tỉnh Sakarya, Thổ Nhĩ Kỳ. Dân số thời điểm năm 2008 là 5.727 người.